# Guerre du Maghreb (1699-1702)
La guerre du Maghreb (1699–1702) est un conflit impliquant une coalition tunisienne, tripolitaine et marocaine, d'une part, et la régence d'Alger, d'autre part. C'est une étape supplémentaire dans l'affaiblissement de l'emprise ottomane déjà fragile sur le Maghreb ; les deux parties ayant totalement ignoré les appels du sultan ottoman à signer un traité de paix. Au niveau de la régence de Tunis, cette guerre induit la poursuite des luttes intestines entre  beys mouradides qui débouchent sur l'établissement du beylicat de Tunis, avec, à sa tête, une nouvelle dynastie : les Husseinites en 1705.

## Contexte
Dès les années 1690, un changement de cap est opéré dans la politique étrangère de la régence d'Alger par le dey Hadj Chaabane qui détourne Alger des guerres de mer contre les Européens et cherche à fédérer tout le Maghreb sous son autorité. Il était spécifiquement intéressé à élargir ses frontières en agrandissant le Beylik de Mascara. Il voulait également annexer Tunis et en faire un quatrième gouvernorat de Beylik.
Pendant ce temps, la dynastie alaouite fraîchement montante cherchait également à étendre son contrôle, et s’intéressait surtout le Beylik de Mascara, un gouvernorat algérien à l'ouest du pays.

## Déroulement

### Front de l'Ouest
Dans l'année hégirienne de 1111 (1699-1700), l'armée marocaine, principalement composée de la Garde noire, dirigée par le fils d'Ismail, Zidan, entra en Algérie lors de sa campagne de l'Oranie. En tant que Bey de Mascara, Mustapha Bouchelaghem n'était à l'époque pas prêt à défendre son territoire, l'invasion fut rapide.
Le premier engagement eut lieu à Tlemcen où l'armée marocaine assiégea la ville défendue par des Kouloughlis armés qui étaient les principaux habitants de la ville. Après sa chute, l'armée marocaine a continué et a même capturé Mascara, la capitale du Beylik où il a pillé le palais du Bey.
Après plusieurs raids contre lui, Moulay Zidan a choisi de se retirer des territoires algériens capturés, gardant son butin avec lui. Cette retraite a irrité son père qui l'a remplacé.
Moulay Ismail, depuis le Maroc, a dirigé une grande armée qui arriverait selon certaines estimations jusqu'à 50 000 hommes contre les armées du Dey d'Alger et a avancé jusqu'à la vallée du Chelif, une région au nord de Mostaganem, avant de rencontrer l'armée de Hadj Moustapha le 28 avril 1701. La régence d'Alger a pu remporter la Bataille du Chélif sur les armées marocaines. Cela a conduit à un cessez-le-feu entre Alger et le Maroc, et a permis au Dey de se concentrer sur Tunis à la place.

### Front de l'Est
En 1699, des troupes tunisiennes renforcées par des troupes tripolitaines envahirent le Beylik de Constantine, en même temps que les marocains. Le Bey de Constantin à l'époque, Ali Khodja Bey était plus préparé que son homologue mascaran, bien qu'il ait échoué de manière décisive dans une bataille près de Constantine contre Murad III Bey et son commandant Ibrahim Sharif de Tunis,. Bien que son objectif ne soit pas nécessairement clair, il a très probablement voulu incorporer la Kabylie et le Constantinois à la Tunisie d'une manière similaire à celle de la dynastie hafside.
Le 3 octobre 1700, les forces algériennes ont vaincu avec succès les armées de Murad lors de la bataille de Jouami 'al' Ulama près de Sétif et à Constantine, les forces tunisiennes ne parviennent pas à saisir la ville lors du siège de Constantine, malgré la mort d'Ali Khodja Bey et de sa puissance d'artillerie. Cette défaite provoque une déroute et Mourad doit se replier sur les territoires tunisiens, abandonnant tous ses acquis. Bien qu'il ait perdu, il a tenté de lever une autre armée dans l'espoir d'attaquer à nouveau l'Algérie. Il a également envoyé son commandant Ibrahim Sharif à Constantinople pour recruter des janissaires supplémentaires.

## Assassinat de Mourad III et fin de la guerre
En 1702, Mourad III lève une armée pour lancer une autre offensive en Algérie. Ibrahim Sharif est revenu de Constantinople avec une grande quantité de janissaires turcs qui ont plu à Mourad, bien qu'il ne l'ignore pas, Sharif avait des plans précis. Agissant sur les ordres secrets du sultan ottoman, le 2 juin, il assassina Mourad et tua toute sa famille, rétablit le contrôle ottoman sur le territoire et mettant fin à la dynastie des Mouradites,. Il a signé un traité de paix avec les Algériens quelques semaines plus tard, mettant fin à la guerre par un statu quo ante bellum.

## Conséquences
Bien que les guerres n'aient eu aucun effet à court terme autre que la destruction, leurs effets à long terme étaient plus importants. En 1705, à la suite directe de cette guerre, une autre guerre éclate entre Alger et Tunis, qui conduit à l'établissement de la dynastie Husseinite.
Après que Hadj Mustapha ait perdu sa popularité à Alger à la suite de ces guerres, il a été tué en 1705, et après sa mort, le pays est tombé dans le chaos, car les deys furent souvent tués dans les jours ou parfois les heures suivant leur élection. Ce n'est qu'en 1710 qu'Alger est stabilisée par un nouveau Dey (illustre en Algérie) appelé Baba Ali Chaouch.
Celles-ci, ainsi que d'autres défaites militaires de la Tripolitaine, conduiraient à l'instabilité et à l'ascension de la dynastie Karamanli en 1711.